# Forêt d'Arc-en-Barrois
La forêt d'Arc-en-Barrois est une forêt domaniale de Haute-Marne s'étendant autour d'Arc-en-Barrois (Barrois champenois). Comptant parmi les forêts les plus étendues de France (15 210 hectares), elle est principalement composée de chênes, de charmes et de hêtres.
La forêt d'Arc-en-Barrois est considérée comme l'un des plus grands domaines de chasse au gros gibier de France (sangliers, cerfs et chevreuils).

## Histoire
Au XIXe siècle, la forêt, qui appartenait à la maison royale depuis 1696, revint à la duchesse d’Orléans, veuve de Philippe-Égalité. Durant ces cent soixante ans, les équipages Rallye Bourgogne (Mac Mahon et suivants -1840/1865) puis du prince de Joinville et ses descendants : duc de Penthièvre, du duc du Chartres, puis des Souzy y chassaient à courre. Les princes d’Orléans y chassent aussi à tir avec leurs voisins et amis. À partir de 1924, c’est une société de chasse qui est constituée et qui organise des chasses de sangliers, de cerfs et de chevreuils. Réquisitionnée par les Allemands pendant la Seconde Guerre mondiale, la chasse fut ensuite réorganisée sous la direction du baron Petiet.
C'est en 1971 que l'État rachète la forêt d'Arc qui appartient, à cette époque, à la princesse Murat et à la duchesse d'Aoste. La gestion en est alors confiée naturellement à l'Office National des Forêts.
Jusqu'en 1986, l'ONF a la volonté de pratiquer une chasse exemplaire dans la gestion du grand gibier, en appliquant des critères de sélection sur les cerfs similaires à ceux utilisés en Allemagne et en Alsace. La renommée cynégétique de la forêt dépasse alors les frontières de la France.
Après cette date, la chasse reste pratiquée à l'approche pour les cervidés et en battue pour les sangliers. Ce mode de fonctionnement aura pour effet de réduire notablement la population de cerfs au profit de celle des bêtes noires qui deviendront alors le principal gibier chassé.

## Projet de parc national
Dès 2012, le projet de Parc national des Forêts de Champagne et Bourgogne consacré aux forêts feuillues de plaine préconise la mise en place, au cœur de la forêt d'Arc, d'une réserve biologique intégrale de 3 000 hectares, créée finalement par un décret du 10 décembre 2021.

## Conservation de la forêt
Depuis 2003, les forêts d'Arc-en-Barrois et Châteauvillain, pour 15 235,72 hectares, sont l'objet d'une Zone naturelle d'intérêt écologique, floristique et faunistique (n°210000625).

## Recherche cynégétique
La vocation cynégétique de ce massif exige des forestiers de conserver un équilibre sylvocynégétique. Ce massif a servi, en lien avec l'ONF et les chasseurs locaux, de « territoire expérimental » et lieu d'étude par exemple pour évaluer l’efficacité des mesures de dissuasion (ex : agrainage) destinées à diminuer les dégâts aux cultures agricoles ; pour évaluer l’impact des productions forestières sur la reproduction des laies adultes et/ou jeunes, ou encore pour déterminer le régime alimentaire en milieu forestier ou encore de la sélectivité et disponibilité des plantes pour les cervidés. Un indice de sélectivité a été mesuré à 3 reprises pour 19 ligneux et semi-ligneuses fréquents dans le massif, et présents sur un réseau de placettes d’échantillonnage choisies hors zones récemment exploitées. Les cervidés ont préféré le rosier des champs et les cornouillers (mâle et sanguin). Ils ont au contraire évité l'érable champêtre, l'aubépine, le bois-gentil / bois-joli, le hêtre, le camérisier, les chênes, l'alisier et la viorne lantane.

## Nourriture artificielle
L'agrainage se fait surtout avec du maïs-grain, mais d’autres céréales (orge, avoine) sont aussi parfois utilisées dans le massif ou à sa périphérie. 
Sur les environ 11 000 ha du massif, l'égrainage constitue selon les années un apport de 120 à 180 tonnes, en deux temps : 
- de mi-avril à début juin pour dissuader les sangliers d'aller manger les semis de maïs agricole, avant les opérations de dénombrement sur place d’affouragement[3] ;
- de mi-juin à fin juillet afin de protéger les champs de céréales en période de maturation[3].

Plus localement (sur environ 1400 ha au Nord-Ouest du massif) des lieux d'attraction des sangliers pour les piéger et les marquer, sont aussi une source potentielle d’apport de nourriture artificielle. 
Avant l'an 2000, les années sans fructification forestière (pas de glands, pas de faînes de hêtre) environ 500 kg d'aliments étaient quotidiennement distribués.

Depuis l’an 2000, pour ne plus favoriser les pullulations de sangliers, l’agrainage automnal et hivernal est interdit en forêt domaniale (soit dans 80 % du massif forestier), sauf dérogation préfectorale à caractère exceptionnel.

## Cultures à gibier
Elles sont réalisées par l’Office national des forêts (ONF) dans le massif. Avant 1990, de petites parcelles de  3 à 5 ha étaient  cultivées avec des céréales (blé et avoine), mais avec des rendements réduits par l'abroutissement par les cervidés au printemps. S'y adjoignaient des prairies (60 à 70 ha au total). 
Depuis 1990, seules les prairies ont été maintenues et agrandies (environ 100 ha repartis en parcelles de 0,2 à 1 ha).

## Lieux et monuments
La forêt abrite plusieurs sites mégalithiques, dont les dix-sept dolmens, très dégradés, d'Arc-en-Barrois, et ceux situés sur la commune de Giey-sur-Aujon.